# Amoklauf am Umpqua Community College
Koordinaten: 43° N, 123° W

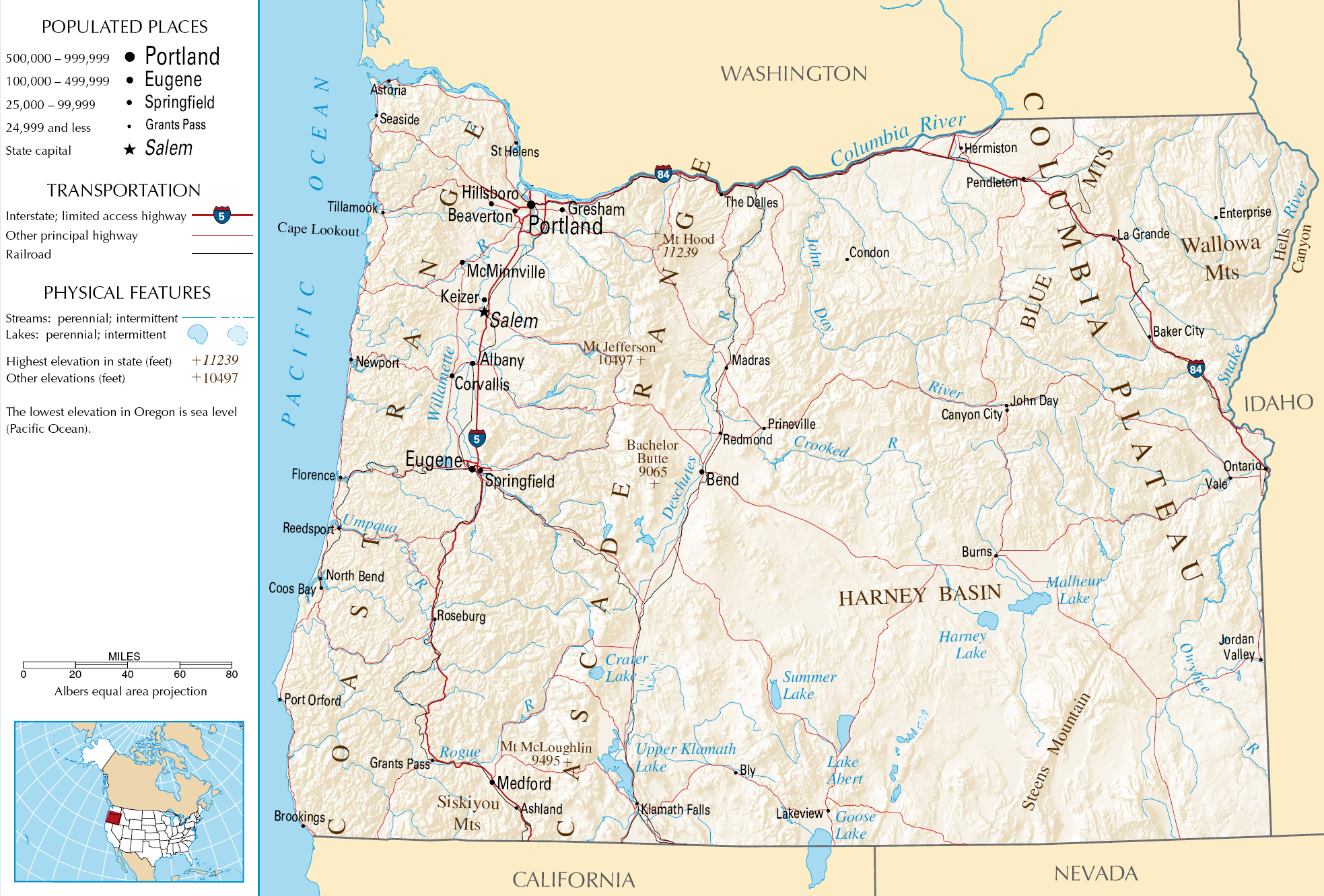
Roseburg in Oregon

Der Amoklauf am Umpqua Community College ereignete sich am 1. Oktober 2015 am Umpqua Community College in Roseburg, Oregon.
Der Täter, Christopher Harper-Mercer, ein 26-jähriger Mann, erschoss neun Menschen und verletzte sieben weitere. Während eines Schusswechsels mit der Polizei verübte er Suizid.

## Tathergang

Karte des Campus

Der Täter betrat den Campus am 1. Oktober 2015. Er war mit sechs Schusswaffen und einer Splitterschutzweste ausgerüstet. Sieben weitere Waffen wurden später bei ihm zu Hause gefunden – alle waren legal erworben. Die gegen 10:30 Uhr begonnene Tat war nach Berichten von Augenzeugen möglicherweise religiös motiviert, da der Täter seine Opfer nach der Religionszugehörigkeit gefragt habe, bevor er schoss. Christen habe er gezielt tödlich verletzt. Bei den Todesopfern handelte es sich um fünf Frauen und vier Männer zwischen 18 und 67 Jahren, neun weitere Menschen wurden verletzt.
Um 10:38 Uhr ging der erste Notruf bei der Polizei ein, Minuten später war der Täter von der Polizei überwältigt. Polizisten kamen nicht zu Schaden. Studenten und Mitarbeiter wurden mit Bussen in das Douglas County Fairgrounds, ein Eventcenter in Roseburg, in Sicherheit gebracht. Die Einwohner von Roseburg wurden aufgefordert, dem Campus fernzubleiben.
Den am 9. Oktober 2015 schriftlich gemachten Angaben des Zeugen Mathew D. zufolge betrat der Täter als Teil seiner Schulschießerei am 1. Oktober 2015 dessen Klassenzimmer und überreichte D. ein Päckchen. Der Täter habe gesagt, in dem Päckchen sei ein Flash-Laufwerk, das für die Polizei bestimmt sei. D. bestätigte die anschließende selektive Tötung von Christen in seinem Klassenzimmer und den Suizid des Täters.

## Diskussion um Waffengesetze
Der Überfall ließ die Diskussionen um das Waffenrecht in den Vereinigten Staaten erneut aufleben.
Ein sichtlich frustrierter US-Präsident Barack Obama erklärte in einer Pressekonferenz angesichts des neuerlichen Schusswaffenereignisses in einer amerikanischen Schule, dass Massentötungen in den Vereinigten Staaten nun regelrecht zur „Routine“ geworden seien:

“Earlier this year, I answered a question in an interview by saying, “The United States of America is the one advanced nation on Earth in which we do not have sufficient common-sense gun-safety laws – even in the face of repeated mass killings.”  And later that day, there was a mass shooting at a movie theater in Lafayette, Louisiana. That day!
Somehow this has become routine. The reporting is routine. My response here at this podium ends up being routine. The conversation in the aftermath of it. We become numb to this. We talked about this after Columbine, after Blacksburg, after Tucson, after Newtown, after Aurora, after Charleston. It cannot be this easy for somebody who wants to inflict harm on other people to get his or her hands on a gun.”

„Zu einem früheren Zeitpunkt in diesem Jahr beantwortete ich eine Interview-Frage, indem ich sagte: Die Vereinigten Staaten von Amerika sind die einzige fortgeschrittene Nation der Welt, in der wir keine ausreichenden, dem gesunden Menschenverstand entsprechenden Gesetze zur Schusswaffen-Sicherheit haben – und dies sogar angesichts wiederholter Massentötungen. Später am selben Tag ereignete sich ein Massaker in einem Kinosaal in Lafayette in Louisiana. Am selben Tag!
Dies ist nun regelrecht zur Routine geworden. Die Berichterstattung ist Routine. Meine Antwort darauf, hier auf diesem Podest, wird zur Routine. Der Meinungsaustausch danach … wir stumpfen diesen Ereignissen gegenüber ab. Wir haben darüber nach Columbine, nach Blacksburg, nach Tucson, nach Newtown, nach Aurora, nach Charleston gesprochen. Es kann nicht so einfach für jemanden sein, der anderen Schaden zufügen möchte, eine Schusswaffe zu bekommen.“

Im weiteren Verlauf seiner Ansprache griff der Präsident die Waffenlobby, die als Reaktion auf solche Massaker „noch mehr Waffen“ fordere, an:

“And what’s become routine, of course, is the response of those who oppose any kind of common-sense gun legislation.  Right now, I can imagine the press releases being cranked out:  We need more guns, they’ll argue.  Fewer gun safety laws.
Does anybody really believe that?”

„Und was natürlich auch zur Routine wird, ist die Reaktion derer, die jede Form vernünftiger Waffengesetze ablehnen. Gerade jetzt kann ich mir die Presseerklärungen vorstellen, die am Fließband produziert werden: Wir brauchen mehr Waffen, wird argumentiert werden. Weniger Waffensicherheitsgesetze.
Glaubt jemand wirklich daran?“

Obama sagte: „Es ist eine politische Entscheidung, dass wir das zulassen. Wir sind direkt verantwortlich aus der Perspektive derjenigen, die geliebte Menschen verloren haben. … Wir können etwas tun, aber wir müssen unsere Gesetze ändern. Das kann ich nicht allein.“
Laut CNN war es das 15. Mal, dass Obama im Amt nach einem solchen Attentat sprechen musste. Obama reiste im Laufe seiner Amtszeit nach Aurora (Colorado), Tucson (Arizona), Charleston (South Carolina), wo Amokläufe stattgefunden hatten, sowie in etliche weitere Städte, um Opfern von Waffengewalt sein Beileid auszudrücken. Immer wieder forderte er schärfere Waffengesetze. Seine Gesetzesinitiative für ein schärferes Waffengesetz, das dennoch wesentlich offener gewesen wäre als europäische Gesetze, wurde im Senat zweimal von überwiegend republikanischen Senatoren blockiert. Die National Rifle Association unterstützte die Blockaden. In einem Interview am 23. Juli 2015 (das Interview, auf das er in seiner aktuellen Ansprache Bezug nahm) hatte Obama erklärt, dass er auf die Frage nach der frustrierendsten Erfahrung seiner bisherigen Präsidentschaft antworten würde, dass es ihm bisher nicht gelungen sei, Waffenkontrollgesetze auf den Weg zu bringen. Seit den Anschlägen auf das World Trade Center vom 11. September 2001 seien weniger als 100 Amerikaner durch terroristische Gewalt ums Leben gekommen. Die Zahl der Opfer von Schusswaffenverbrechen gehe dagegen in die „Zehntausende“.
Nach Meinung konservativer Befürworter der bestehenden Waffengesetze wurde als ein den Amoklauf begünstigender Umstand angeführt, dass das College eine schusswaffenfreie Zone gewesen sei. Es existiert zwar eine Regel des Colleges, die das Führen von Waffen auf dem Campus untersagt, jedoch mit der Ausnahme, wo das Gesetz dies ausdrücklich erlaubt, was durch ein durch den Staat Oregon 1989 erlassenes Gesetz der Fall ist.